# Kalimaro (Kedungjati)
Kalimaro is een bestuurslaag in het regentschap Grobogan van de provincie Midden-Java, Indonesië. Kalimaro telt 4871 inwoners (volkstelling 2010).